# Slavko Letica
Slavko Letica(Split, 12. prosinca 1978.), hrvatski vaterpolist. 
Sudjelovao na ovim velikim natjecanjima: europskom prvenstvu 1999. i Sredozemnim igrama 2001. 
Svjetski prvak s hrvatskom juniorskom reprezentacijom 1997. godine. Igrao u Mornaru i POŠK-u.